# Déclic (logiciel)
Pour les articles homonymes, voir Déclic.
Déclic est un logiciel de géométrie dynamique gratuit destiné à faire partie du cartable électronique de tout élève disposant d'un ordinateur.